# Michael Owen
Michael James Owen (sinh ngày 14 tháng 12 năm 1979) là một cựu cầu thủ bóng đá người Anh, chơi ở vị trí tiền đạo. Anh từng chơi cho các câu lạc bộ như Liverpool (1996–2004), Real Madrid (2004–05) và Newcastle United (2005–2009), Manchester United và Stoke City cũng như Đội tuyển bóng đá quốc gia Anh. Owen là chủ nhân Quả bóng vàng năm 2001. Hiện tại, Owen là một bình luận viên thường trực trong những chiến dịch bóng đá của kênh BT Sport và thỉnh thoảng cũng xuất hiện trên Match of the Day của BBC như là một bình luận viên.
Là con trai của cựu cầu thủ bóng đá Terry Owen, Owen sinh ra tại Chester và bắt đầu sự nghiệp thi đấu của mình tại Liverpool vào năm 1996. Anh bắt đầu từ đội trẻ Liverpool và ghi bàn trong trận ra mắt vào tháng 5 năm 1997. Trong mùa giải đầu tiên của mình ở Premier League, Owen đã trở thành vua phá lưới với 18 bàn thắng. Anh lặp đi lặp lại điều này vào những năm sau và là cầu thủ ghi bàn hàng đầu của Liverpool từ 1997-2004. Owen cũng ghi dấu ấn như là một trong những cây săn bàn hàng đầu, mặc dù thường xuyên gặp chấn thương. Mùa giải 2001, Liverpool đã giành được cú ăn 3 danh hiệu gồm UEFA Cup, FA Cup và Cúp Liên đoàn bóng đá Anh, và Owen cũng đạt danh hiệu Quả bóng vàng Châu Âu năm 2001. Tổng cộng Owen ghi được 118 bàn thắng trong 216 lần ra sân tại Premier League cho Liverpool, và 158 bàn thắng trong tổng số 297 lần trên tất cả các mặt trận. Được coi là một trong những cầu thủ vĩ đại Liverpool, Owen xếp thứ 14 trong danh sách "100 cầu thủ vĩ đại nhất của The Kop." - Một cuộc bình chọn chính thức của người hâm mộ Liverpool.
Sau đó, Owen chuyển tới thi đấu cho Real Madrid với giá 8 triệu bảng vào giữa năm 2004; ở đây, anh thường xuyên được sử dụng như là cầu thủ dự bị. Anh ghi được 13 bàn thắng tại La Liga trước khi trở về Anh mùa giải sau đó để thi đấu cho Newcastle United với giá 16 triệu bảng. Sau một khởi đầu đầy hứa hẹn cho mùa giải 2005-06, những chấn thương dai dẳng đã khiến Owen không thể thi đấu trong vòng 18 tháng sau đó. Sau khi trở lại, anh trở thành đội trưởng và là cầu thủ ghi bàn hàng đầu của Newcastle mùa giải 2007-08. Newcastle xuống hạng mùa giải 2008-09 và Owen đã chuyển tới Manchester United theo dạng chuyển nhượng tự do. 
Anh đã trải qua ba năm tại Old Trafford trước khi gia nhập Stoke City vào tháng 9 năm 2012. Owen là một trong bảy cầu thủ đã ghi được từ 150 bàn thắng trở lên ở Premier League. Owen cũng là cầu thủ trẻ nhất đạt đến cột mốc 100 bàn thắng tại Premier League. Ngày 19 tháng 3 năm 2013, Owen thông báo sẽ giải nghệ vào cuối của mùa giải 2012-13.
Trên phương diện quốc tế, Owen thi đấu trận đầu tiên chơi cho tuyển Anh vào năm 1998, trở thành cầu thủ ra sân và ghi bàn trẻ nhất của Anh vào thời điểm đó. Thành tích ghi bàn ấn tượng tại World Cup 1998 đã khiến Owen trở nên nổi bật cả trong nước lẫn quốc tế và anh tiếp tục ghi điểm tại các giải đấu lớn như UEFA Euro 2000, World Cup 2002 và UEFA Euro 2004. Michael Owen trở thành cầu thủ duy nhất đã ghi bàn trong bốn giải đấu lớn cho đội tuyển Anh. Ở World Cup 2006, anh đã gặp phải một chấn thương nặng, phải mất đến một năm để phục hồi. Thỉnh thoảng chơi dưới cương vị đội trưởng, anh là cầu thủ ra sân nhiều thứ 11 cho đội tuyển Anh và lập nên kỷ lục quốc gia với 40 bàn thắng ghi được trong tổng số từ 89 trận thi đấu tính đến năm 2008.
Chấn thương nghiêm trọng của Owen tại World Cup 2006 đã dẫn đến một vụ tranh chấp giữa FIFA, Liên đoàn bóng đá Anh và câu lạc bộ Newcastle United, và cuối cùng dẫn đến điều khoản đền bù 10 triệu bảng cho Newcastle, và mang lại những thay đổi trong thỏa thuận bồi thường hậu quả chấn thương giữa câu lạc bộ và đội tuyển quốc gia bằng cách ký hợp đồng với các cầu thủ câu lạc bộ khi làm nhiệm vụ quốc tế.

## Tiểu sử
Khi Owen lên bảy tuổi cha của anh đã thuyết phục huấn luyện viên của câu lạc bộ Mold Alexandra để anh vào đội của ông, gồm các thành viên ở lứa tuổi lên 10. Michael là cầu thủ trẻ nhất và nhỏ nhất, nhưng anh sớm bộc lộ tài năng của mình và trở nên nổi tiếng, là "vũ khí bí mật" của câu lạc bộ. Khi 15 tuổi, Michael được mời vào chơi thử cho đội bóng lớn nhất xứ Wales - Cardiff City F.C. Sau đó anh đá chính thức và trở thành cầu thủ chuyên nghiệp cho đội.
Đầu tháng 7, Michael Owen gia nhập Manchester United sau khi hết hạn hợp đồng với câu lạc bộ Newcastle United. Bản hợp đồng mới có thời hạn 2 năm. Năm 2009 Owen chuyển sang thi đấu trong màu áo Manchester United. Năm 2012 anh thi đấu cho câu lạc bộ Stoke City ở giải ngoại hạng Anh và mang số áo 10. Owen sau đó đã  tuyên bố giải nghệ vào năm 2013 ở tuổi 33.

## Thống kê sự nghiệp
| Câu lạc bộ          | Mùa giải            | Giải đấu            | Giải đấu | Giải đấu | Cúp quốc gia | Cúp quốc gia | Cúp Liên đoàn | Cúp Liên đoàn | Châu Âu | Châu Âu | Khác | Khác | Tổng cộng | Tổng cộng |
| Câu lạc bộ          | Mùa giải            | Hạng                | Trận     | Bàn      | Trận         | Bàn          | Trận          | Bàn           | Trận    | Bàn     | Trận | Bàn  | Trận      | Bàn       |
| ------------------- | ------------------- | ------------------- | -------- | -------- | ------------ | ------------ | ------------- | ------------- | ------- | ------- | ---- | ---- | --------- | --------- |
| Liverpool           | 1996–97             | Premier League      | 2        | 1        | 0            | 0            | 0             | 0             | 0       | 0       | 0    | 0    | 2         | 1         |
| Liverpool           | 1997–98             | Premier League      | 36       | 18       | 0            | 0            | 4             | 4             | 4       | 1       | 0    | 0    | 44        | 23        |
| Liverpool           | 1998–99             | Premier League      | 30       | 18       | 2            | 2            | 2             | 1             | 6       | 2       | 0    | 0    | 40        | 23        |
| Liverpool           | 1999–2000           | Premier League      | 27       | 11       | 1            | 0            | 2             | 1             | 0       | 0       | 0    | 0    | 30        | 12        |
| Liverpool           | 2000–01             | Premier League      | 28       | 16       | 5            | 3            | 2             | 1             | 11      | 4       | 0    | 0    | 46        | 24        |
| Liverpool           | 2001–02             | Premier League      | 29       | 19       | 2            | 2            | 0             | 0             | 10      | 5       | 2    | 2    | 43        | 28        |
| Liverpool           | 2002–03             | Premier League      | 35       | 19       | 2            | 0            | 4             | 2             | 12      | 7       | 1    | 0    | 54        | 28        |
| Liverpool           | 2003–04             | Premier League      | 29       | 16       | 3            | 1            | 0             | 0             | 6       | 2       | 0    | 0    | 38        | 19        |
| Liverpool           | Tổng cộng           | Tổng cộng           | 216      | 118      | 15           | 8            | 14            | 9             | 49      | 21      | 3    | 2    | 297       | 158       |
| Real Madrid         | 2004–05             | La Liga             | 36       | 13       | 4            | 2            | –             | –             | 5       | 1       | 0    | 0    | 45        | 16        |
| Real Madrid         | Tổng cộng           | Tổng cộng           | 36       | 13       | 4            | 2            | –             | –             | 5       | 1       | 0    | 0    | 45        | 16        |
| Newcastle United    | 2005–06             | Premier League      | 11       | 7        | 0            | 0            | 0             | 0             | 0       | 0       | 0    | 0    | 11        | 7         |
| Newcastle United    | 2006–07             | Premier League      | 3        | 0        | 0            | 0            | 0             | 0             | 0       | 0       | 0    | 0    | 3         | 0         |
| Newcastle United    | 2007–08             | Premier League      | 29       | 11       | 3            | 1            | 1             | 1             | 0       | 0       | 0    | 0    | 33        | 13        |
| Newcastle United    | 2008–09             | Premier League      | 28       | 8        | 2            | 0            | 2             | 2             | 0       | 0       | 0    | 0    | 32        | 10        |
| Newcastle United    | Tổng cộng           | Tổng cộng           | 71       | 26       | 5            | 1            | 3             | 3             | 0       | 0       | 0    | 0    | 79        | 30        |
| Manchester United   | 2009–10             | Premier League      | 19       | 3        | 1            | 0            | 4             | 2             | 6       | 4       | 1    | 0    | 31        | 9         |
| Manchester United   | 2010–11             | Premier League      | 11       | 2        | 2            | 1            | 1             | 2             | 2       | 0       | 1    | 0    | 17        | 5         |
| Manchester United   | 2011–12             | Premier League      | 1        | 0        | 0            | 0            | 2             | 3             | 1       | 0       | 0    | 0    | 4         | 3         |
| Manchester United   | Tổng cộng           | Tổng cộng           | 31       | 5        | 3            | 1            | 7             | 7             | 9       | 4       | 2    | 0    | 52        | 17        |
| Stoke City          | 2012–13             | Premier League      | 8        | 1        | 1            | 0            | 0             | 0             | –       | –       | –    | –    | 9         | 1         |
| Stoke City          | Tổng cộng           | Tổng cộng           | 8        | 1        | 1            | 0            | 0             | 0             | 0       | 0       | 0    | 0    | 9         | 1         |
| Tổng cộng sự nghiệp | Tổng cộng sự nghiệp | Tổng cộng sự nghiệp | 362      | 163      | 28           | 12           | 24            | 19            | 63      | 26      | 5    | 2    | 482       | 222       |

Số liệu thống kê tính đến ngày 19 tháng 5 năm 2013
| #  | Ngày                 | Địa điểm                                                    | Đối thủ       | Bàn thắng | Kết quả     | Giải đấu                  |
| -- | -------------------- | ----------------------------------------------------------- | ------------- | --------- | ----------- | ------------------------- |
| 1  | 27 tháng 5 năm 1998  | Sân vận động Mohamed V, Casablanca, Maroc                   | Maroc         |           | 1–0         | Hassan II Trophy 1998     |
| 2  | 22 tháng 6 năm 1998  | Sân vận động Toulouse, Toulouse, Pháp                       | România       |           | 1–2         | World Cup 1998            |
| 3  | 30 tháng 6 năm 1998  | Sân vận động Geoffroy-Guichard, Saint-Étienne, Pháp         | Argentina     |           | 2–2 (3–4 p) | World Cup 1998            |
| 4  | 14 tháng 10 năm 1998 | Sân vận động Josy Barthel, Thành phố Luxembourg, Luxembourg | Luxembourg    |           | 3–0         | Vòng loại Euro 2000       |
| 5  | 4 tháng 9 năm 1999   | Sân vận động Wembley, Luân Đôn, Anh                         | Luxembourg    |           | 6–0         | Vòng loại Euro 2000       |
| 6  | 27 tháng 5 năm 2000  | Sân vận động Wembley, Luân Đôn, Anh                         | Brasil        |           | 1–1         | Giao hữu                  |
| 7  | 20 tháng 6 năm 2000  | Sân vận động Pays de Charleroi, Charleroi, Bỉ               | Romania       |           | 2–3         | Euro 2000                 |
| 8  | 2 tháng 9 năm 2000   | Stade de France, Paris, Pháp                                | Pháp          |           | 1–1         | Giao hữu                  |
| 9  | 24 tháng 3 năm 2001  | Anfield, Liverpool, Anh                                     | Phần Lan      |           | 2–1         | Vòng loại World Cup 2002  |
| 10 | 28 tháng 3 năm 2001  | Sân vận động Qemal Stafa, Tirana, Albania                   | Albania       |           | 3–1         | Vòng loại World Cup 2002  |
| 11 | 1 tháng 9 năm 2001   | Sân vận động Olympic, München, Đức                          | Đức           |           | 5–1         | Vòng loại World Cup 2002  |
| 12 | 1 tháng 9 năm 2001   | Sân vận động Olympic, München, Đức                          | Đức           |           | 5–1         | Vòng loại World Cup 2002  |
| 13 | 1 tháng 9 năm 2001   | Sân vận động Olympic, München, Đức                          | Đức           |           | 5–1         | Vòng loại World Cup 2002  |
| 14 | 5 tháng 9 năm 2001   | St James' Park, Newcastle, Anh                              | Albania       |           | 2–0         | Vòng loại World Cup 2002  |
| 15 | 17 tháng 4 năm 2002  | Anfield, Liverpool, Anh                                     | Paraguay      |           | 4–0         | Giao hữu                  |
| 16 | 21 tháng 5 năm 2002  | Sân vận động World Cup Jeju, Seogwipo, Hàn Quốc             | Hàn Quốc      |           | 1–1         | Giao hữu                  |
| 17 | 15 tháng 6 năm 2002  | Sân vận động Denka Big Swan, Niigata, Nhật Bản              | Đan Mạch      |           | 3–0         | World Cup 2002            |
| 18 | 21 tháng 6 năm 2002  | Sân vận động Shizuoka, Shizuoka, Nhật Bản                   | Brasil        |           | 1–2         | World Cup 2002            |
| 19 | 12 tháng 10 năm 2002 | Tehelné pole, Bratislava, Slovakia                          | Slovakia      |           | 2–1         | Vòng loại Euro 2004       |
| 20 | 29 tháng 3 năm 2003  | Sân vận động Rheinpark, Vaduz, Liechtenstein                | Liechtenstein |           | 2–0         | Vòng loại Euro 2004       |
| 21 | 11 tháng 6 năm 2003  | Sân vận động Riverside, Middlesbrough, Anh                  | Slovakia      |           | 2–1         | Vòng loại Euro 2004       |
| 22 | 11 tháng 6 năm 2003  | Sân vận động Riverside, Middlesbrough, Anh                  | Slovakia      |           | 2–1         | Vòng loại Euro 2004       |
| 23 | 20 tháng 8 năm 2003  | Portman Road, Ipswich, Anh                                  | Croatia       |           | 3–1         | Giao hữu                  |
| 24 | 10 tháng 9 năm 2003  | Old Trafford, Manchester, Anh                               | Liechtenstein |           | 2–0         | Vòng loại Euro 2004       |
| 25 | 1 tháng 6 năm 2004   | Sân vận động Thành phố Manchester, Manchester, Anh          | Nhật Bản      |           | 1–1         | FA Summer Tournament 2004 |
| 26 | 24 tháng 6 năm 2004  | Sân vận động Ánh sáng, Lisboa, Bồ Đào Nha                   | Bồ Đào Nha    |           | 2–2 (5–6 p) | Euro 2004                 |
| 27 | 18 tháng 8 năm 2004  | St James' Park, Newcastle, Anh                              | Ukraina       |           | 3–0         | Giao hữu                  |
| 28 | 13 tháng 10 năm 2004 | Sân vận động Tofik Bakhramov, Baku, Azerbaijan              | Azerbaijan    |           | 1–0         | Vòng loại World Cup 2006  |
| 29 | 26 tháng 3 năm 2005  | Old Trafford, Manchester, Anh                               | Bắc Ireland   |           | 4–0         | Vòng loại World Cup 2006  |
| 30 | 31 tháng 5 năm 2005  | Sân vận động Giants, East Rutherford, Hoa Kỳ                | Colombia      |           | 3–2         | Giao hữu                  |
| 31 | 31 tháng 5 năm 2005  | Sân vận động Giants, East Rutherford, Hoa Kỳ                | Colombia      |           | 3–2         | Giao hữu                  |
| 32 | 31 tháng 5 năm 2005  | Sân vận động Giants, East Rutherford, Hoa Kỳ                | Colombia      |           | 3–2         | Giao hữu                  |
| 33 | 12 tháng 10 năm 2005 | Old Trafford, Manchester, Anh                               | Ba Lan        |           | 2–1         | Vòng loại World Cup 2006  |
| 34 | 12 tháng 11 năm 2005 | Sân vận động Genève, Genève, Thụy Sĩ                        | Argentina     |           | 3–2         | Giao hữu                  |
| 35 | 12 tháng 11 năm 2005 | Sân vận động Genève, Genève, Thụy Sĩ                        | Argentina     |           | 3–2         | Giao hữu                  |
| 36 | 3 tháng 6 năm 2006   | Old Trafford, Manchester, Anh                               | Jamaica       |           | 6–0         | Giao hữu                  |
| 37 | 6 tháng 6 năm 2007   | A. Le Coq Arena, Tallinn, Estonia                           | Estonia       |           | 3–0         | Vòng loại Euro 2008       |
| 38 | 8 tháng 9 năm 2007   | Sân vận động Wembley, Luân Đôn, Anh                         | Israel        |           | 3–0         | Vòng loại Euro 2008       |
| 39 | 12 tháng 9 năm 2007  | Sân vận động Wembley, Luân Đôn, Anh                         | Nga           |           | 3–0         | Vòng loại Euro 2008       |
| 40 | 12 tháng 9 năm 2007  | Sân vận động Wembley, Luân Đôn, Anh                         | Nga           |           | 3–0         | Vòng loại Euro 2008       |

## Thành tựu

### Câu lạc bộ

#### Đội trẻ Liverpool
- FA Youth Cup: 1995–96

Liverpool
- FA Cup: 2000–01
- EFL Cup: 2000–01, 2002–03
- FA Community Shield: 2001
- UEFA Cup: 2000–01
- UEFA Super Cup: 2001

#### Newcastle United
- UEFA Intertoto Cup: 2006

Manchester United
- Premier League: 2010–11
- EFL Cup: 2009–10
- FA Community Shield: 2010
- UEFA Champions League: Á quân 2010–11

### Quốc tế
- FA Summer Tournament: 2004

### Cá nhân
- Ballon d'Or: 2001
- Nằm trong danh sách FIFA 100